# Baron Ellenborough

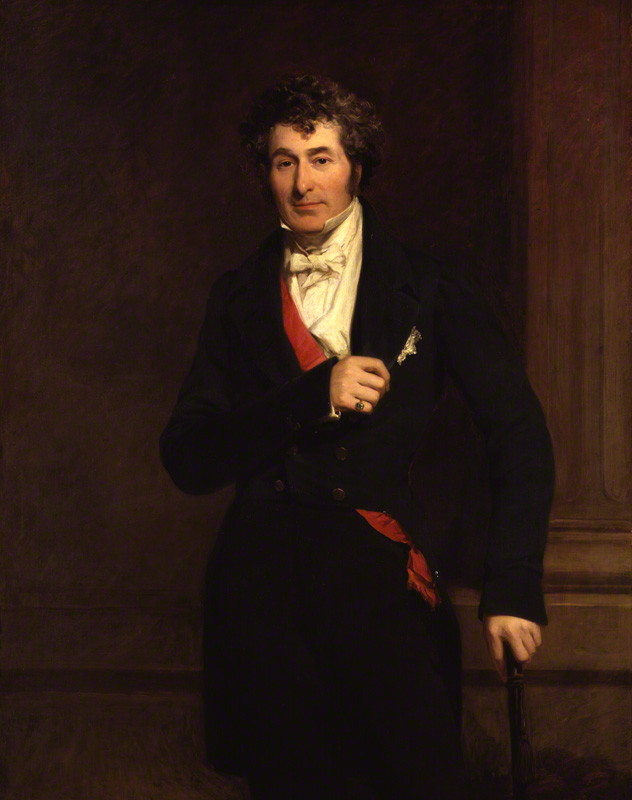
Edward Law, 1. Earl of Ellenborough

Baron Ellenborough, of Ellenborough in the County of Cumberland, ist ein erblicher britischer Adelstitel in der Peerage of the United Kingdom.

## Verleihung
Der Titel wurde am 19. April 1802 für Sir Edward Law geschaffen. Dieser war ein bekannter Rechtsanwalt, Richter und Politiker seiner Zeit. Von 1802 bis 1818 amtierte er als Lord Chief Justice of the King’s Bench.

## Weitere Titel
Der 2. Baron wurde, nachdem er Vizekönig von Indien gewesen war, zum Earl of Ellenborough, in the County of Cumberland, und Viscount Southam, of Southam in the County of Gloucester, erhoben. Die Titel, die ebenfalls zur Peerage of the United Kingdom gehörten, erloschen bei seinem Tod 1871, da sein einziger Sohn bereits vorverstorben war.

## Liste der Barone Ellenborough und Earls of Ellenborough

### Barone Ellenborough (1802)
- Edward Law, 1. Baron Ellenborough (1750–1818)
- Edward Law, 2. Baron Ellenborough (1790–1871) (1844 zum Earl of Ellenborough erhoben)

### Earls of Ellenborough (1844)
- Edward Law, 1. Earl of Ellenborough (1790–1871)

### Barone Ellenborough (1802; Fortsetzung)
- Charles Edmund Towry-Law, 3. Baron Ellenborough (1820–1890)
- Charles Towry Hamilton Towry-Law, 4. Baron Ellenborough (1856–1902)
- Edward Downes Law, 5. Baron Ellenborough (1841–1915)
- Cecil Henry Law, 6. Baron Ellenborough (1849–1931)
- Henry Astell Law, 7. Baron Ellenborough (1889–1945)
- Richard Edward Cecil Law, 8. Baron Ellenborough (1926–2013)
- Rupert Edward Henry Law, 9. Baron Ellenborough (* 1955)

Titelerbe ist der Sohn des jetzigen Barons, Hon. James Rupert Thomas Law (* 1983).